# Metope (Architektur)

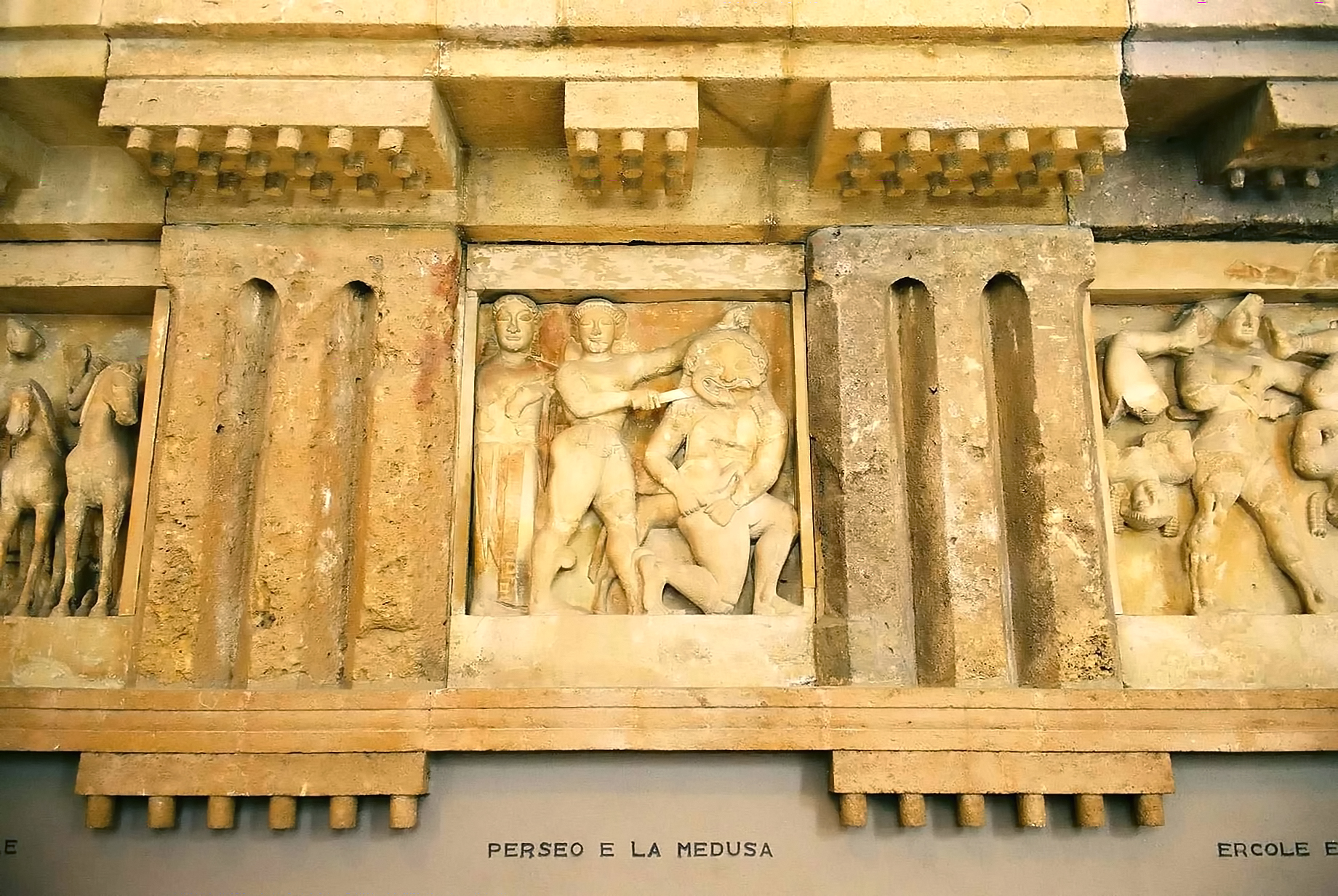
Triglyphen und Metopen vom Tempel C in Selinunt

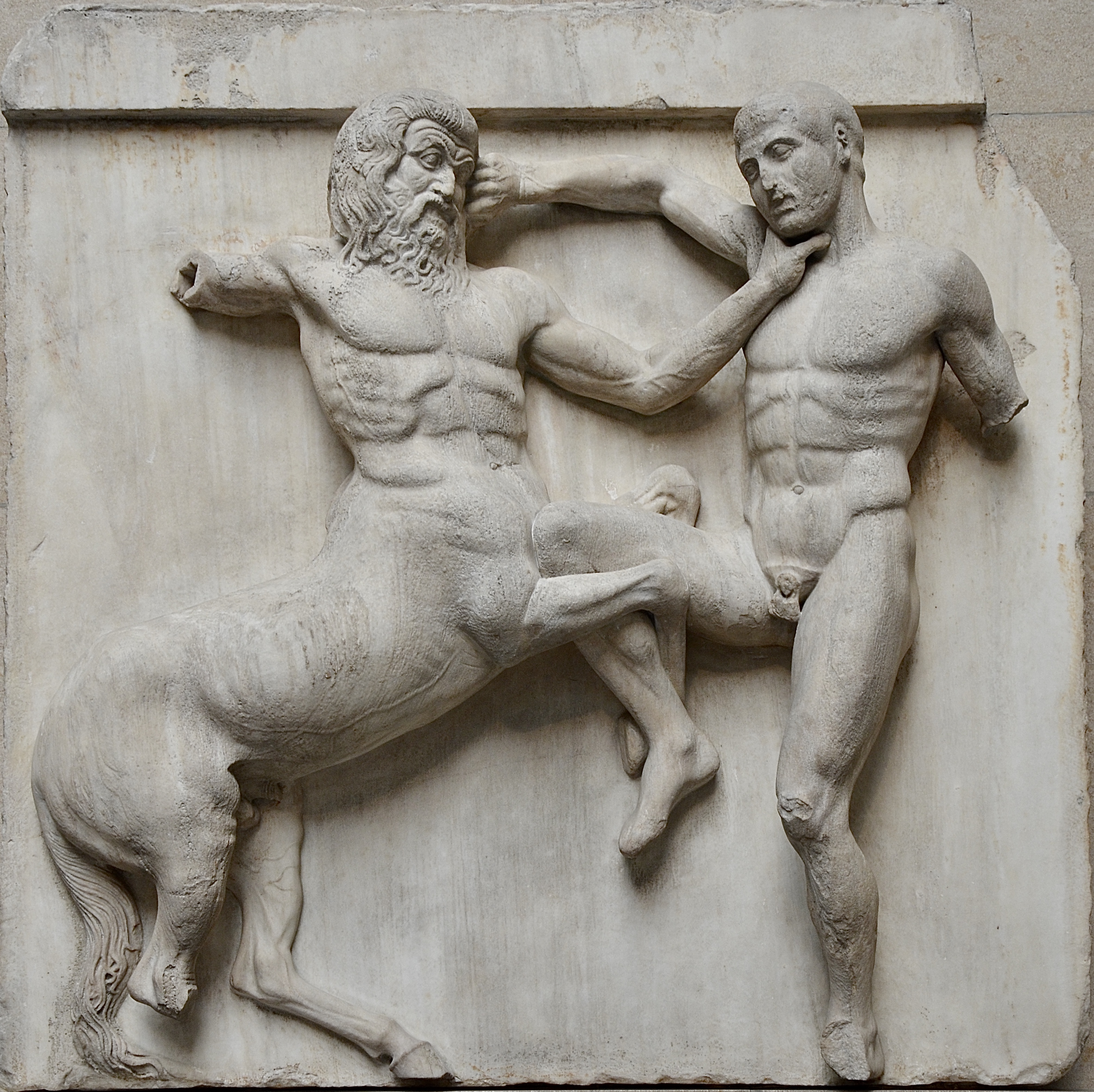
Metope Süd 31 des Parthenon (Kampf Kentaur gegen Lapith) im British Museum London.

Als Metope (altgriechisch μετόπη metópē, deutsch ‚zwischen der Öffnung [der Triglyphen]‘) wird in der Architektur der Raum zwischen zwei Triglyphen im dorischen Fries bzw. im Triglyphenfries bezeichnet. Dieser Raum kann entweder offen oder mit Zwischenfeldern geschlossen sein.

## Antike Architektur
Der Triglyphenfries ist Teil der dorischen Ordnung, die im antiken Griechenland des 7. Jahrhunderts v. Chr. entwickelt und vor allem in der Tempelarchitektur verwandt wurde. Aber auch später wurde die dorische Ordnung und mit ihr die Metopen als gliederndes und zierendes Ordnungsprinzip in der griechischen Architektur eingesetzt. In der Anfangszeit waren die Metopen offen und konnten mit Vasen oder Opfertierschädeln besetzt sein. Später wurden die Freiräume mit Platten aus unterschiedlichen Material geschlossen. Diese Platten konnten bemalt oder mit Reliefs versehen sein.
Die Metopen als separierte Einzelbilder, die in der Regel höchstens drei Figuren aufnehmen konnten, stellten meist Einzelszenen eines größeren Zusammenhangs dar. Selten sind Szenen über mehrere Metopen verteilt, lieber griff man Szenen aus einer übergeordneten Handlung, insbesondere Kampfhandlung, heraus und entwickelte derart das gesamte Geschehen. Auch andere thematische Zusammenhänge konnten so illustriert werden. So zeigten etwa die Metopen vom Zeustempel in Olympia über der Cella die zwölf Taten des Herakles, je sechs auf einer Tempelseite. Mythische Einzelszenen wie der Raub Europas oder die Entführung einer Rinderherde durch die Dioskuren waren ebenso Inhalt der Darstellung wie Szenen der Argonautensage oder des Trojanischen Krieges. Die Kämpfe gegen Kentauren, die Amazonen, die Giganten, wie sie etwa am Parthenon in Athen begegnen, kehren an vielen Tempeln wieder. Die Reliefs sind teilweise von hohem künstlerischen Wert, zum Beispiel die Metopen des Parthenon in Athen.
Bautechnisch gesehen können Metopen mit einer benachbarten Triglyphe aus einem Werkstück gearbeitet sein. Meist sind sie jedoch als eigenständige Platten gebildet, die zwischen den Triglyphen eingelassen wurden. Sie sind überwiegend fast quadratisch angelegt, konnten aber deutlich hochrechteckig oder breitrechteckig sein. Auf Grund des dorischen Eckkonfliktes konnten die Metopen einer Gebäudeseite unterschiedlich breit sein. So wurden als eine mögliche Lösung zum Ausgleich des Konfliktes nur die Eckmetopen verbreitert. Wurde hingegen die Eckkontraktion der Säulenstellung genutzt und diese über zwei Säulenjoche verteilt, konnten auch mehrere benachbarte Metopen betroffen sein.

## Romanische Architektur
Auch die zwischen den steinernen Balkenenden der romanischen Konsolenfriese befindlichen Felder werden in der Fachliteratur ‚Metopen‘ genannt. Sie sind meist undekoriert, können jedoch – vor allem im südwestfranzösischen und nordspanischen Raum – mit ornamentalen, seltener auch mit figürlichen Motiven geschmückt sein.

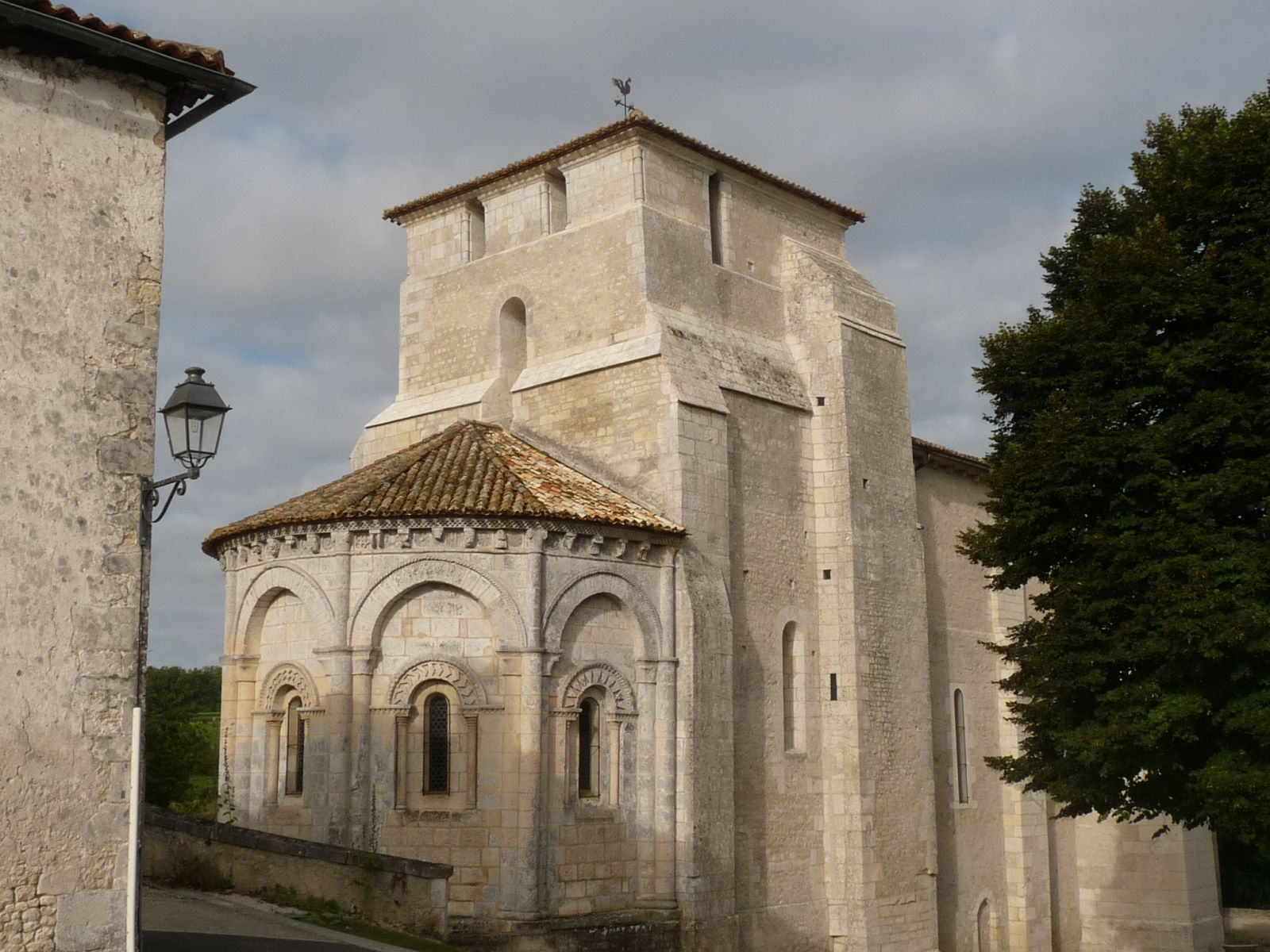
Barret, Charente – Église Saint-Pardoux
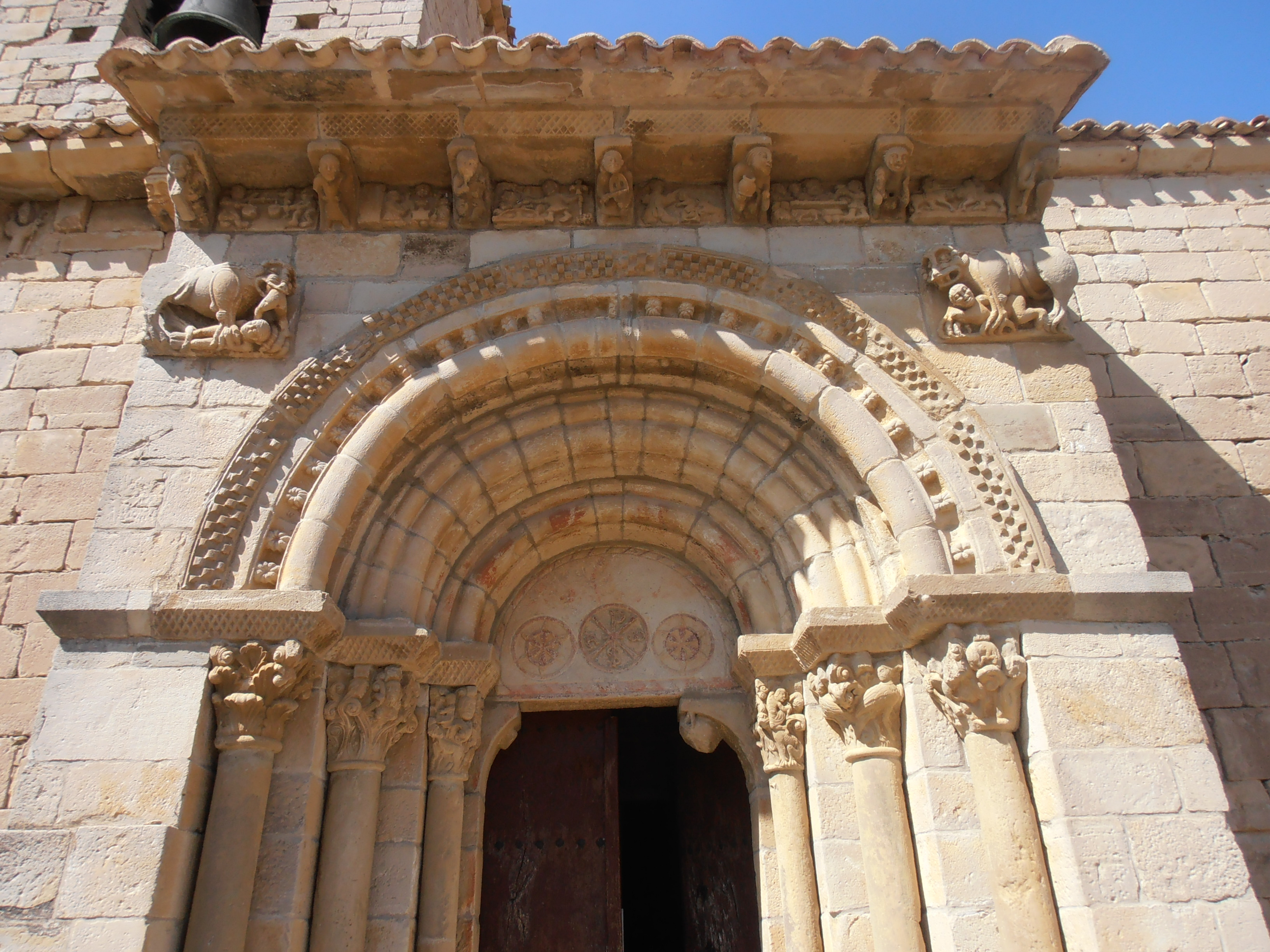
Unciti, Navarra – Iglesia San Martín de Artáiz
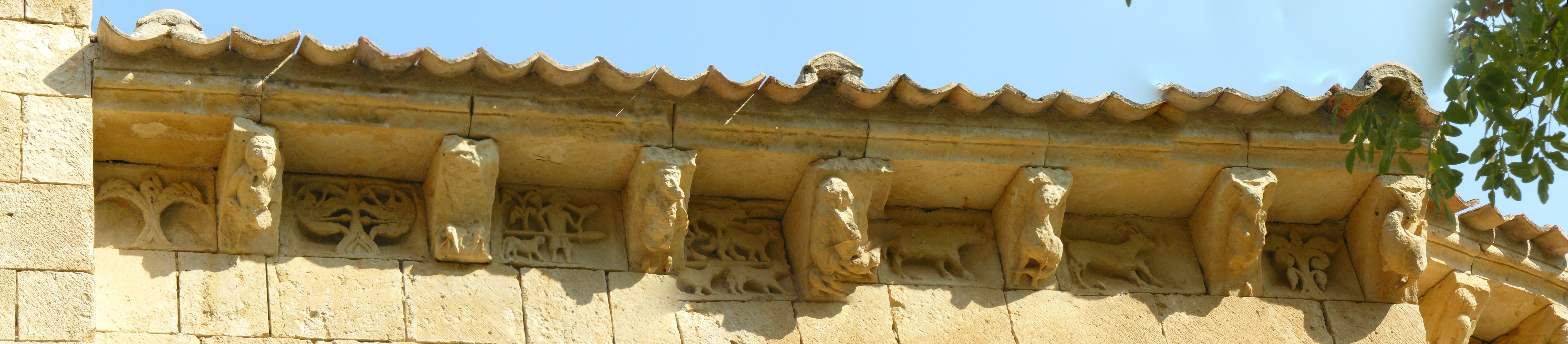
Sotillo, Segovia – Iglesia de la Natividad de la Virgen
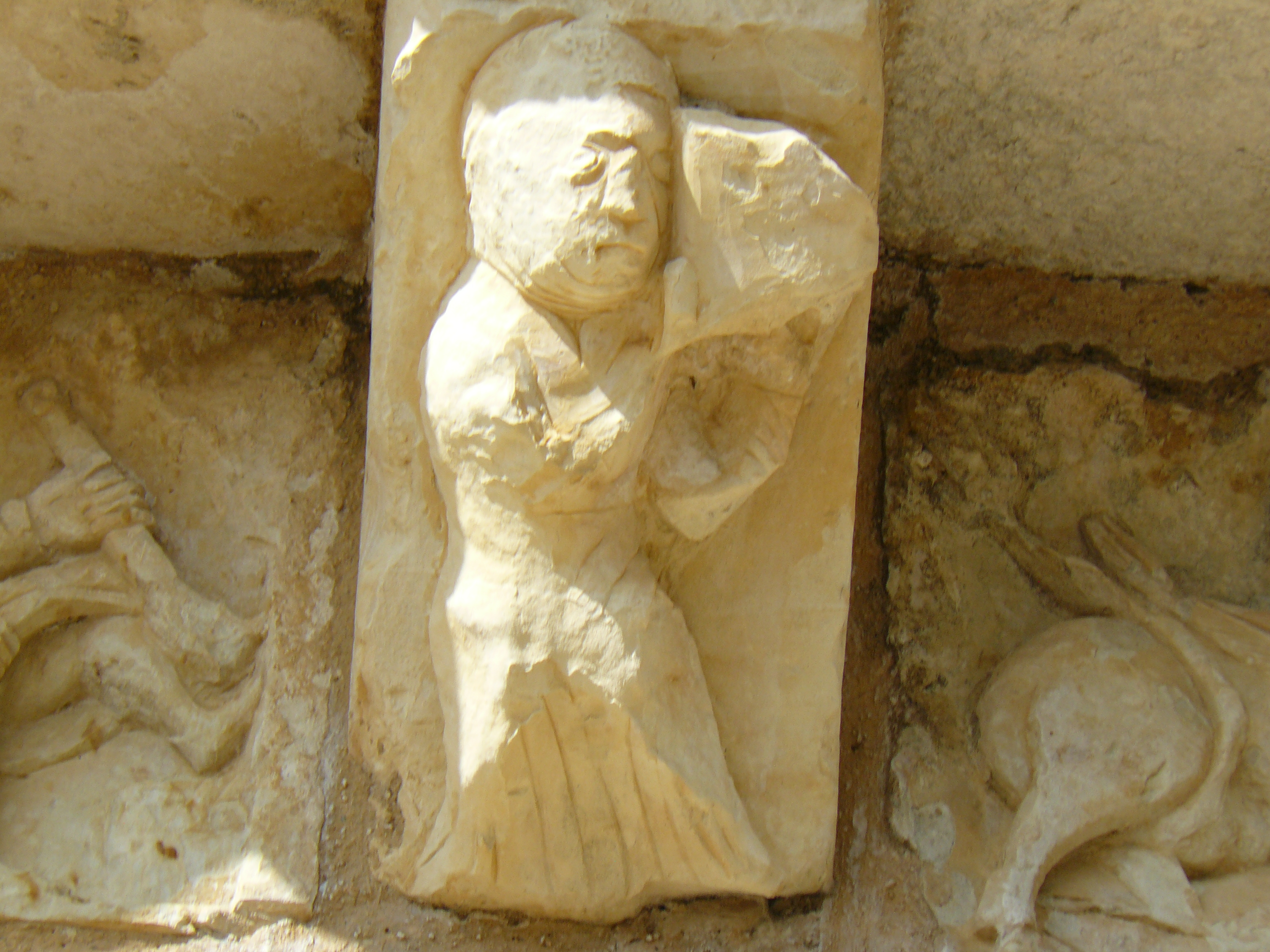
Sepúlveda (Segovia) – Nuestra Señora de la Asunción (Duratón)